# Требеллий Поллион
Требеллий Поллион — древнеримский писатель, один из шести авторов «Истории Августов». В этой работе ему приписывают авторство биографий двух Валерианов (Валериан I и Валериан II), двух Галлиенов (одного из которых он называет «наиболее презренной из женщин»), «божественного Клавдия», а также небольшие биографии тридцати тиранов.
Полагают, что литературная деятельность Требеллия относится ко времени Диоклетиана (с другой стороны, Герман Дессау в 1889 году определял время написания работы периодом с 370 по 400 год, равно как и считал, что автор у сочинения один, а все шесть авторов на самом деле вымышлены): соправителю Диоклетиана Констанцию Хлору он посвятил свой труд, причём с помощью огромных натяжек сделал Констанция родственником Клавдия II, победителя готов. Вообще, несмотря на указания о том, что он будет писать только правду, составленные им биографии не имеют, по мнению современных исследователей, большой исторической ценности и отличаются напыщенностью и риторичностью.
В основном Требеллий работал над биографией Клавдия II, представляющей сплошной панегирик этому императору; для его возвеличения он приводил, как и в других местах своего сочинения, разного рода ложные сведения. 
Текст Требеллия издавался вместе с другими писателями «Истории Августов». В XIX веке текст был обработан Петером (Лейпциг, 1884).

## Источник
- Малеин А. И. Требеллий Поллион // Энциклопедический словарь Брокгауза и Ефрона : в 86 т. (82 т. и 4 доп.). — СПб., 1890—1907.